# Міллер Леонід Олександрович
Леонід Олександрович Міллер (25 листопада 1947, с-ще Іспісар Чкаловського району Ленінабадської області, Таджикистан — 3 липня 2017, м. Тернопіль, Україна) — композитор, диригент, аранжувальник, педагог, громадський діяч. За походженням німець. Заслужений працівник культури Бурятської АРСР (1983), заслужений працівник культури Угорщини (1988). Член Національної ліги українських композиторів (1993), Національної Всеукраїнської музичної спілки (1994), Всесвітньої асоціації діячів симфонічної, духової, естрадної музики й ансамблів (1996). Заслужений діяч мистецтв України (2011).

## Життєпис
Леонід Олександрович Міллер народився 25 листопада 1947 року в селищі Іспісар Чкаловського району Ленінабадської області, Таджицька РСР.
Закінчив культосвітнє (1964) та музичне (1966) училища у м. Барнаулі (нині РФ) і військово-диригентський факультет Московської консерваторії (1978) і ад'юнктуру при цьому ВНЗ (1988).
У 1978—1983 роках з військовим оркестром — учасник національних свят і фестивалів у Бурятській АРСР (нині РФ). У 1986—1988 — учасник національних свят Угорщини. Оркестрував, аранжував і виконував церемоніальні твори, угорські народні пісні, власні переклади 2-ї угорської рапсодії Ференца Ліста, «Марш Ракочі» Гектора Берліоза та інші.
Від 1983 — в м. Тернопіль: диригент військового оркестру дивізії, водночас — керівник народного естрадного ансамблю «Експромт», від 1989 — головний диригент духового оркестру ПК «Октябрь» (від 1990 — «Березіль») від 1993 — муніципальний, естрадно-духовий колектив «Оркестра Волі», від 1999 — художній керівник НС естрадного ансамблю, при ПК «Березіль».
Помер 3 липня 2017 року в місті Тернополі. Похований у Довжанці Тернопільського району.

## Творчість

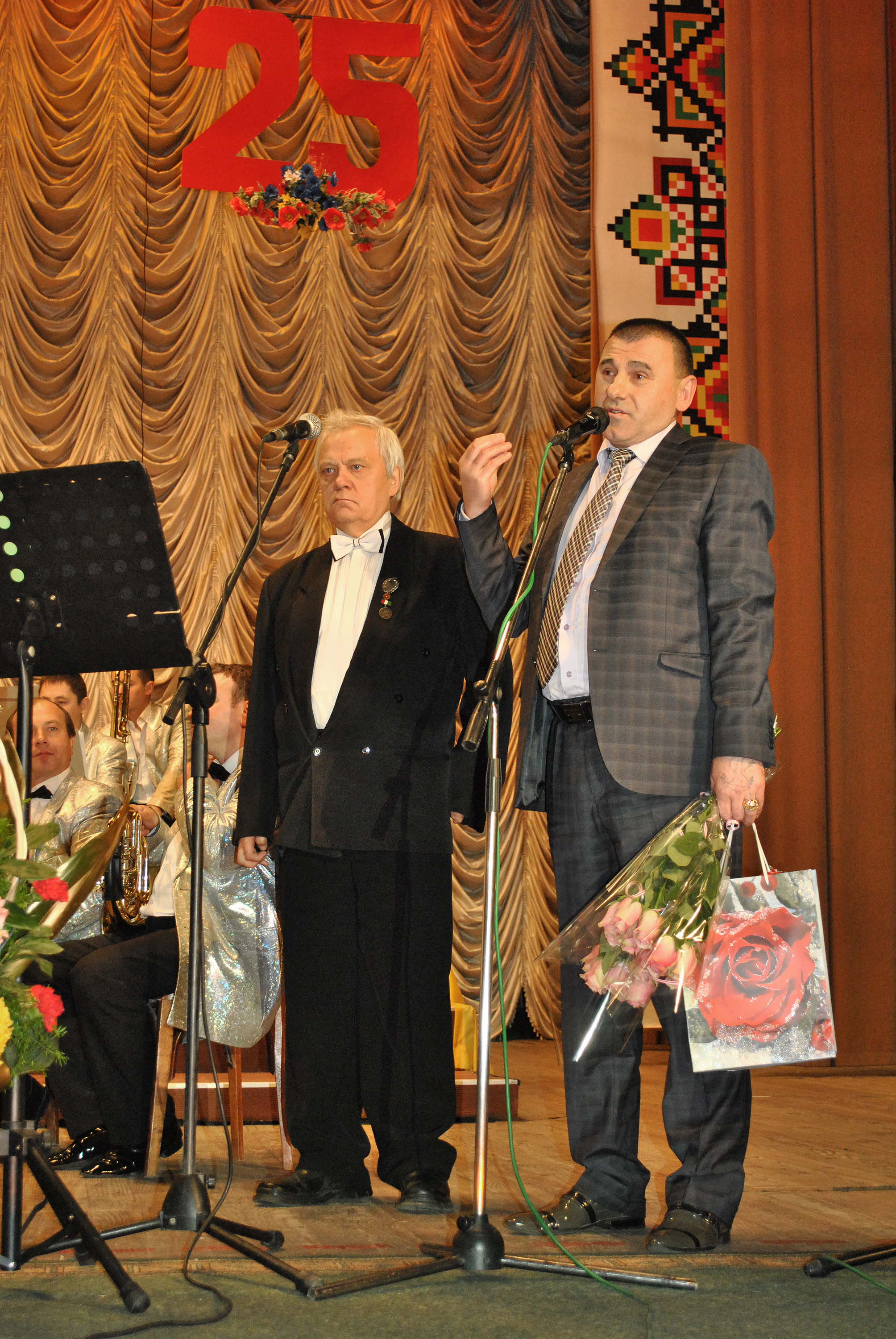
Творчий вечір з нагоди 25-річчя «Оркестри Волі». Зліва — Леонід Міллер

У 1986 — співорганізатор регіонального свята духової музики «Народ і армія єдині» (Тернопіль).
Леонід Міллер — головний диригент обласних марш-парадів духових оркестрів Тернопільщини (1990—1999), у 1992 — для міжнародного товариства німців створив гімн «Відерґебурт» («Відродження»), у 2000 — засновник Німецького культурного центру при Тернопільській обласній організації «Відерґебурт», вокального чоловічого ансамблю «Акапела», дитячого танцювального ансамблю «Ді блюме» («Квітка»).

## Доробок
Автор більше 500 обробок та оригінальних творів духової, симфонічної, камерної і вокально-хорової музики, зокрема понад 30 маршів на українську тематику, увертюр, фантазій на теми пісень Михайла Гайворонського, Анатолія Горчинського, Володимира Івасюка, Романа Купчинського, Левка Лепкого та інших; твори зарубіжних композиторів.
Автор збірки партитур для духового оркестру «Сурми кличуть» (Т., 1992), «Хорові твори, вокальні ансамблі, ліричні пісні, романси, дитячі пісні, інструментальні твори» (Т., 2004).
Аранжував і оркестрував для духових оркестрів України «Многая літа» Дмитра Бортнянського, пісні УСС, УПА, колядки Василя Барвінського, увертюру Миколи Римського-Корсакова «Світле свято» (для духового оркестру Міністерства оборони СРСР) та інших.
Твори Леоніда Міллера надруковані у збірниках «Мелодії Тернового поля», «Службово-стройовий репертуар».
У 1966 здійснено студійний запис гри Леоніда Міллера на гітарі для озвучення х/ф «Живе такий хлопець»; у 1990 марш «Наш Тернопіль» записано на грамплатівку до 450-річчя Тернополя.

## Список власних музичних творів та збірок
1.      «Життя диригента»  (вальс — роздуми)
2.   «Позивні» (оркестра  Волі), Історичний марш  — присвята Г. Г. Марченко
3.   «Відродження» — марш.
4.  «Майдан -2004» (рапсодія) партії.
5.   «УПА» — марш.
6.   «Агресія»  — музична композиція — партії.
7.   «Як з Бережан до кадри…» Фантазія на теми пісень Р. Купчинського — партії. Примирення -(фантазія на укр. пісні вояків УПА)   -  партії.
8.   «Сурма грає, в ряд вставай» — марш на теми пісень   Д. Січинського.
9.   «Боже Великий, творче Всесильний»  – хор з оркестром .
10.  «В нас віра Єдина» — чол. тріо з оркестром.
11.  «Слава героям України» — рапсодія  на теми пісень М. Гайворонського — партії.
12.  Сюїта на теми пісень Р. Купчинського — дух. оркестр, присвячено  450 річчю міста Тернополя (вальс, романс, полька, марш).
13.  «Ода  духовому оркестру» — присвячено 20  річчю «Оркестра волі», дух. оркестр і  чол. хор.
14.  «О, Україно»  — марш на теми січових стрільців, присвячено  М. М. Старовецькому.
15.  «Стрілецький марш» — марш.
16.  «Степом, степом» — муз. колаж на теми пісень А. Пашкевича і  П. Чаїківського.
17.  «Ешелон 821/35» — присвячено труд. армійцям.
18.  «Епітафія і  чакона» — присвячено товариству Відергебурт — для симфонічного оркестра.
19.  «Думи» — для туби з дух. оркестром, присвята Г. Г. Марченко.
20.  «Фантазія на українські теми» — орк. партії — присвята В. М. Подуфалію.
21.  «Шумить гаї зеленії» — вальс на теми пісень Тернопілля, присвята А. Поліщуку
22.  «Тернопільська  увертюра» — присвячено 10  річчю співочого поля — партії.
23.   «Марш  ДАІ» — марш.
24.  «Ювілейний   марш» (Оркестра Волі) — марш, партії.
25.  «Марш  січовиків»   — марш, 1-ша премія на конкурсі  муз. творів 1993 р.
26.  «Тернопіль» —  марш, 1-ша премія на твори Тернопілля, дух. оркестр  1998 р.
27.  Тернопільська сюїта на галицькі теми — (Там за двором за дворами, Їхав стрілець на віїноньку; Зелений гай шумить; Карі очі, чорні брови).
28.  «Весільна увертюра» — увертюра.
29.  «Марш W A S B E» (World Association for Symphonic Bands and Ensembles) — ВАСКА  (Всесвітня асоціація симфонічних колективів та ансамблів) — марш.
30.  «Концертне рондо -полонез» для туби з дух. оркестром, Присвята Г. Г. Марченко.
31.  «Шахтарський марш-свінг», Присвята А. Пікавцю.
32.  «Сурми 2013» —  присвячено Тернопільському муз. училищу.
33.   «Плац-концерт» — Для муніципального дух. окестра м. Кременець.  А. Бистрицький.
34.  «Сіло сонце за горою» — Для  чол. вокального квартету  з фортепіано, «Акорд» Тернопільська філармонія.
35.  «Полька GROSVATER» — по заказу О. Бистріцького.
36.  Збірник — ор. 72 № 2,вальси, муз. твори.
37.  «Вальс» на тему романсу Н. Сліченко «Милая».
38.  Збірник творів — «Віра в нас Єдина»  І. Шоколо  — переможець конкурсу ; «Друга  кращого немає»; «Тишина навкруги»; та інш.
39.  «Товстун» — полька жарт — партитура.
40.  «Сувенір» — партитура .                                     
41.  E AAD — партитура, партії.
42.  FANTASI —   The Beatles  (фантазія на Бітлз).
43.  Фантазія на теми пісень А. Горчинского (по заказу автора).
44.  Фантазія — (Червона рута) — партитура, партії. — 1ша  премія, м. Київ  1993 р.
45.  «Canzone» —   полька — квінтет дерев. дух. інструментів, муз. училище.
46.  «Нумо граємо на тубі» — гумореска для туби і дух. оркестру, партитура, партії.
47.  Роздуми (Раздумье) — п'єса для баритона  і дух. оркестру, присвячується моєму другу по консерваторії  Н. Ращепкіну . Партитура, партії.
48.  «Квіти кохання» — естрадний ансамбль «Експромт» (1999—2002 рр.)  сл. Ів. Шоколо.
49.  Вальс — для вокального співу (дует) в супроводі дух. оркестру сл. О. Германа.
50.  «Смерека» — для голосу та фортепіано сл. О. Германа.
51.  «Читаю  Кобзар» — фортепіано сл. С. Сірого.
52.  «Моцартіана»  — попурі для дух. оркестру.
53.  Фантазія на твори Дж. Гершвіна.
54.  Романс (Благаю Вас) — партитура для дух. оркестру, сл. Б. Кушніріка, Конкурс (Голос серця)
55.  Попурі на пісні О. Германа — вальс Випускний; Вишиванка; Три клени; Падає сніг.  — для дух. оркестру.  
56.  «Елегія» — присвята С. Краснікову, В. Зінько. — партитура для дух. орк.
57.  «Бог  Ісус — наш спаситель»  (WELCH EIN FREUND IST IESUS) — (перше виконання  дитячим хором під керівництвом  І. Доскоча в 1997 р. п/к  Березіль) сл. І. Скрівера, переклад  П. Тимочка -партитура.
58.  «Україна матір» — сл. П. Тимочко, Партитура — для хору з фортепіано (Лауреат  «Голос серця»)
59.  Цикл пісень на сл. І. Гете в перекладі  П. Тимочка — «Зваблена» — партитура
60.  Збірник пісень на слова авторів — З. Козьо, Р. Бойко, І. Шоколо, Б. Мельничук, М. Костюк  та. ін.
61.  «Гімн — дірекцион» —    сл. П. Тимочка, партитура, партії.  написано для Хора (Аура) також для дитячого хору.
62.  «Місто біля ставу» — сл. П. Тимочка  для голосу в супроводі фортепіано — партитура.
63.  «Гімн Тернополю» — сл. М. Іванців. Для хору з дух. оркестром. Партитура.
64.  «Брас-квінтет» — 1990 р. присвята Микитчуку -диригенту  дух. орк. Більче Золоте.
65.  «Роман Шухевич» — дума (Гран-прі на конкурсі  «Голос  серця») — сл. Д. Павличка.
66.  Романс (Прости мене мій милий ніжний друг) -  сл. В. Залізного. 3-мови.
67.  «Весняний цвіт» — сл. В. Пароновой для мішаного хору.
68.  «Степан   Бандера»  — монолог — реквієм, сл. Н. Волотовської, партитура.
69.  Поема «Голодомор» — пам'яті Джеймса Мейса (першим визнав голод в Україні 1932—1933)
сл. Н. Волотовскої, партітура.
70.  «SpomIn» — пам'яті  Мирона Салука, Партитура для саксофона тенора.
71.  «Сопілка грала» — присвята моїм колегам  духовикам, в супроводі дух. оркестру, партії
72.  «Canzone — МАМА»- (Дитяча сюїта) присвята С. Краснікову, Партитура — збірка.
73.  «Полька-Wolga» (німецька)  Пісні  Партитура — збірка (Дитяча сюїта)
74.  «Журавлинна печаль»  — сл. Б. Демківа, для соліста-баритон  з оркестром. Партитура.
75.  «Сльоза»  — сл. Б. Демківа, для голоса в супроводі  Фортепіано.
76.  «Небо  мрії» — cл. Є. Зозуляка, блюз, Партитура.
77.  «Я до тебе прийду на весні» — cл. М. Костюка, романс, Партитура.
78.  «Стара хатина на відшибі» — cл. В. Хом'яка, для квартету (Акорд), партитура.
79.  «Осінній вальс»  —  сл. В. Залізного для солістки з оркестром.
80.  «Рідний Алтай» — марш, 1986 р. партитура.
81.  «Вічний спомин лишив» — сл. В. Хом'яка, присвята В. М. Татарину, Партитура, партії.
82.  «Рідна земля» — марш на теми композиторів Бурятії (1982 р.) Партитура.
83.  «Байкал» — (1978 р.) марш, партитура, партії.
84.  «На гусячому  озері» — (Забайкальський воєнний округ 1978 р.) вальс, партитура, партії.
85.  «Бурятська фантазія» — (1983 р.) для духового  оркестру, партитура, партії.
86.  «Святкова фонфара» —   до 60-річчя створення Бурятської АССР. 1983 р.
87.  Твори з  1978 р. по 1990 р. більше 30 творів: «Калина червона» — присвята  В. Шукшину; сюїта на народні теми — присвята В. Шукшину, та інші…  Партії, партитура.
88.  Фантазія  на теми пісень  ВВВ 1941—1945 рр. Партитура, партії та ін. твори.
89.  400 творів композиторів  — класиків  і др. обробка, аранжування, інструментовка, партитури, партії.
90.  120 пісень і молитов на вірші Тернопільських поетів, в жанрі танго, легкого вальсу, любовної лірики, гімн міста і організацій.
91.  «Наш  Тернопіль» (1990 р.)-  до 450-річчя Тернополя  випущена платівка — дух. оркестр спорт- комплексу, марш Л. Міллера
92.  Збірка «Сурми кличуть» (1992 р.)  музика, аранжування, обробка на твори видатних класиків України: М. Вербицький; М. Лисенко; Р. Купчинський; М. Гайворонського; А. Пашкевича.
93.  Збірка «Хорові твори. Вокальні ансамблі. Ліричні пісні. Романси. Дитячі пісні. Інструментальні твори.» — (2004 р.)
94.   Збірка «Дорога до вічності» (2007 р.) —  твори присвячені: генералу, командиру УПА В. Куку;  монолог-реквієм присвячений Степану Бандері; до 100-річчя від дня народження Генералу Шухевичу.
95.  Збірка «Мільйони їх — мов колосків на ниві» (2008 р.) — Музично-поетична композиція до 75-ї річниці Голодомору в Україні.
96.  Збірка «Грає духовий оркестр  № 1»(2012 р.)
97.  Збірка «Свічка  пам'яті» (2013 р.)  —  на вірші Тернопільських поетів, деякі з них передчасно пішли з життя.   
98.  Твори Л. Міллера були розміщенні в збірках: «Мелодії Тернового поля»  (1999 р. перше видання, 2006 р. друге видання);  «Мистецький букет Тернопілля»  (2011 р.)
99. Збірка «Утесініана»: попурі на теми пісень Л. Утёсова «Розкинулось море широке…»; «Місячна рапсодія» Танго.

## Відзнаки
- Лауреат Московського конкурсу гри на тубі серед музичних ВНЗ (1976),
- Всесоюзного конкурсів, оглядів самодіяльної художньої творчості,
- Диригент року (1997, Тернопіль),
- Переможець 1-го обласного літературно-мистецького конкурсу «Голос серця» (1998, Тернопіль),
- Нагороджений Гран-прі конкурсу «Голос серця» присвяченого 16-й річниці Незалежності України — за пісню на слова Дмитрія Павличка «Роман Шухевич» (2007, Тернопіль),
- Лауреат конкурсу «Людина року 2007» (2007, Тернопіль).